# España en los Juegos Paralímpicos de Innsbruck 1984
España estuvo representada en los Juegos Paralímpicos de Innsbruck 1984 por cuatro deportistas masculinos. El equipo paralímpico español no obtuvo ninguna medalla en estos Juegos.